# Villen Plinius’ des Jüngeren am Comer See
Der römische Politiker, Senator und Schriftsteller Plinius der Jüngere besaß mehrere Villen am Comer See in Norditalien, die durch Erwähnungen in seiner erhaltenen Briefkorrespondenz bekannt sind.

## Beschreibung im „Villenbrief“ 9,7
In einem Brief an seinen Freund Voconius Romanus schreibt Plinius der Jüngere, dass er von seinen verschiedenen Villen am Comer See zwei besonders bevorzuge. Die eine befinde sich (Plinius zufolge nach Art der Villen in Baiae) auf einem Hügel, der zwischen zwei Buchten vom See zurückversetzt sei, die andere reiche in der Nähe einer kleinen Bucht (laut Plinius ebenfalls wie in Baiae üblich) mit ihrer Terrasse direkt an das Wasser. Aufgrund dieser topographischen Lage nenne er den erstgenannten Landsitz „Tragödie“, den zweiten dagegen „Komödie“. Dabei handelt es sich um eine Anspielung auf die Fußbekleidungen, die für die Schauspieler der jeweiligen Genres typisch waren: Tragödienschauspieler trugen üblicherweise die sogenannten Kothurn, die durch ihre extrem hohen Sohlen fast an Stelzen erinnerten; die Schauspieler in Komödien traten dagegen in flachen Sandalen auf.
Die damit einhergehende Schilderung der Landsitze dient, wie Plinius’ gesamtes Briefcorpus, literarischen Zwecken und ist entsprechend ausgestaltet. Beispielsweise wurde in der Forschung hervorgehoben, dass beide Villen mit weiblichen Namen versehen sind und der Brief hauptsächlich die Art und Weise schildert, in der sie sich dem (männlichen) Betrachter präsentieren. Dabei wird die Komödienvilla durch elegante Kurven („molli curvamine“ und „leviter inflectitur“), die Tragödienvilla dagegen durch einen steilen Felsgrat und eine schnurgerade Promenade charakterisiert. Damit spielt Plinius unter anderem auf die Geschichte von Herakles am Scheideweg an, in der ebenfalls die äußeren und inneren Vorzüge zweier Frauen mit allegorischer Bedeutung geschildert werden. Daneben haben auch die Amores des Ovid den Brief 9,7 inspiriert. Dort ist von den weiblichen Personifikationen der Genres Elegie und Tragödie die Rede, die sich in ihren gegensätzlichen Gestalten präsentieren, wobei die Tragödie auch hier unter anderem durch die Kothurn charakterisiert wird. Sowohl in der Herakles-Sage als auch bei Ovid sind die äußeren Unterschiede der Frauen auch mit gegensätzlichen inneren Eigenschaften verbunden, und dies ahmt Plinius bezüglich der Villen ebenfalls nach. Deren Vorzüge werden antithetisch gegenübergestellt, indem abwechselnd die verschiedenen Aussichten, die jeweilige Lage in der Landschaft, die Außenanlagen sowie die unterschiedliche Nähe zum Wasser aufgeführt werden. Diese Form der Gegenüberstellung ist für die Plinius-Briefe typisch. Im Falle der Villen schickt der Autor der Abwägung jedoch voraus, dass ihm beide Besitzungen gleichermaßen von besonderer Bedeutung sind, gerade wegen ihrer Gegensätzlichkeit. Damit weicht er der Entscheidung aus, die Herakles und Ovid in den entsprechenden Situationen treffen mussten.
Plinius ging es demnach bei der Auswahl und Pflege seiner Villen nicht um unterschiedliche Lebensstile oder Beschäftigungen, sondern um sich ergänzende Formen des Genusses. Seine Villenbriefe spiegeln ein Bedürfnis des Stadtbewohners nach Natur- und Landschaftsbetrachtung wider, das nicht mit dem Willen zu tatsächlichem Naturkontakt zu verwechseln ist. So schreibt er, von der Tragödienvilla aus könne man den Fischern beim Arbeiten zusehen, während die Komödienvilla so nahe am Wasser liege, dass man vom Schlafzimmer, sogar fast vom Bett aus selbst angeln könnte. Tatsächlich zu angeln, spielt für Plinius dagegen keine Rolle. Auch wenn er diese funktionalen Aspekte seiner Villen am Comer See andeutet, stellt er letztlich deren ästhetischen Wert in den Vordergrund.

## Plinius’ Grundbesitz am Comer See
Plinius stammte aus der wohlhabenden Oberschicht von Comum (dem heutigen Como) und war ein sogenannter homo novus, also der erste Angehörige seiner Familie, der in den Senat aufstieg. Dennoch blieb er zeitlebens seiner Heimat eng verbunden, was aus zahlreichen Passagen in seinen Briefen hervorgeht. Auch trat er dort mehrfach als Stifter und Wohltäter (Euerget) in Erscheinung. Hinsichtlich der Komödien- und der Tragödienvilla schreibt Plinius, dass er beide weiter auszubauen gedenke, also ihren Wert erhalten und ihre Attraktivität steigern möchte.
Wie aus dem entsprechenden Brief hervorgeht, waren die beiden genauer beschriebenen Villen nicht seine einzigen am Comer See. Von der Position und Gestalt der restlichen Gebäude und Anwesen ist jedoch im Einzelnen nichts bekannt. Dass Plinius mindestens drei Villen in einer einzigen Stadt besaß, ist außergewöhnlich und deutet darauf hin, dass er dort außergewöhnlich umfangreichen Landbesitz sein Eigen nannte. Diesen muss er mindestens zu Teilen geerbt haben: In einem Brief an seinen Schwiegergroßvater Fabatus betont er, dass er sehr an seinen elterlichen Erbgütern am Comer See hänge, da er eine besondere Verbindung zu ihnen habe – seine anderen dortigen Besitzungen dagegen sei er durchaus zu verkaufen bereit. So erbte er beispielsweise von einer ungenannten anderen Person fünf Zwölftel von deren Landbesitz im Raum um Comum. Dieser Anteil soll 900.000 Sesterzen wert gewesen sein, wurde dann aber zu einem Freundschaftspreis von 700.000 Sesterzen an eine Bekannte namens Corellia verkauft. Angesichts dieser Summen war Plinius’ gesamter Besitz rund um Comum sicherlich mehrere Millionen Sesterzen wert. Eugène Allain vermutete, dass Plinius ungefähr ein Drittel seiner Besitzungen am Comer See von seiner Mutter geerbt habe, zwei Drittel dagegen von seinen Freunden. Diese Schätzung wurde jedoch durch Vito Antonio Sirago angezweifelt.

## Lokalisierung und Rekonstruktion der Villen
Sowohl die Komödienvilla als auch die Tragödienvilla sind zerstört und nicht mehr eindeutig lokalisierbar. Manche nehmen an, dass letztere im Gebiet des heutigen Bellagio stand. Hingegen gibt es zum Lageort der Ersteren verschiedene Spekulationen. Im Jahr 1876 wurden ein römischer Mosaikboden und römische Münzen in Lierna am Comer See entdeckt. Daher wurde angenommen, dass es sich bei diesen Befunden um die Überreste der Komödienvilla handele. Andere Forscher, darunter bereits Paolo Giovio (1483–1552), gehen dagegen, unter anderem wegen der Formulierungen in den Plinius-Briefen, von einer Lokalisierung in der Bucht von Lenno aus.
Die Angaben bei Plinius reichen nicht aus, um eine Rekonstruktion der Villen anzufertigen. Daher wurden entsprechende Versuche auch kaum unternommen, anders als bei den Plinius-Villen in Laurentum und der Toskana, die der Schriftsteller viel ausführlicher beschreibt. Der englische Künstler Samuel Wale schuf allerdings eine phantasievolle Rekonstruktion der Komödienvilla, die eine 1751 erschienene englische Übersetzung der Plinius-Briefe von John Boyle, 5. Earl of Cork illustrierte.

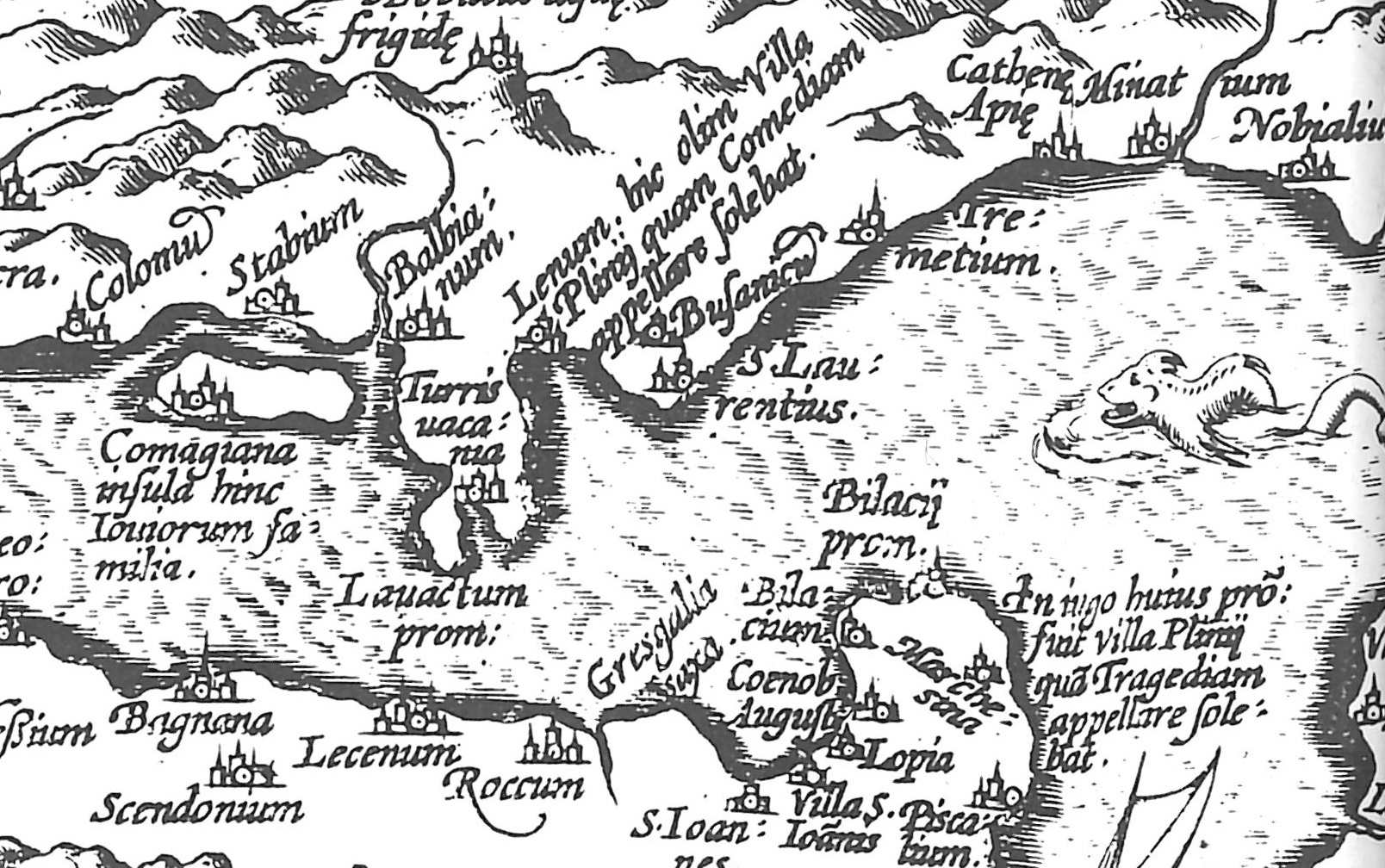
Ausschnitt aus der Karte des Comer Sees im Theatrum Orbis Terrarum. Der Herausgeber verortet die Plinius-Villen gegenüberliegend in Bellagio und Lenno. Die Tragödien-Villa ist markiert mit „In iugo huius pro(munturii) fuit villa Plinii qua Tragediam appellare solebat“, die Komödien-Villa mit „Ihic olim villa Plinii quam Comediam appellare solebat“
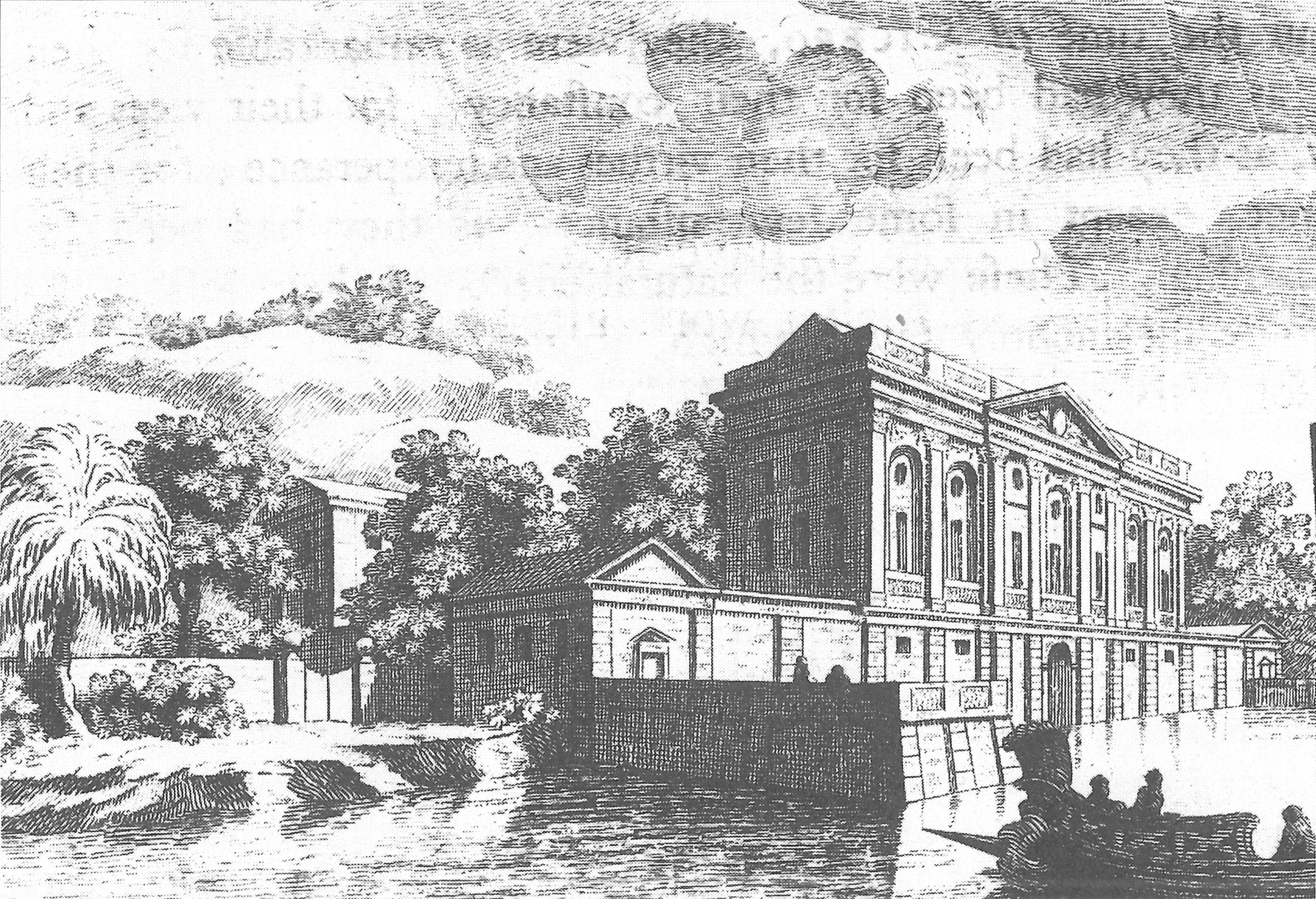
Rekonstruktion der Komödien-Villa durch den englischen Künstler Samuel Wale